# Эриксон, Крис
Кристофер (Крис) Эриксон (англ. Christopher "Chris" Erickson; род. 1 декабря 1981, Мельбурн) — австралийский легкоатлет, специалист по спортивной ходьбе. Выступал на профессиональном уровне в 2003—2019 годах, обладатель бронзовой медали Игр Содружества, призёр Кубка мира в командном зачёте, чемпион Австралии, участник трёх летних Олимпийских игр.

## Биография
Крис Эриксон родился 1 декабря 1981 года в Мельбурне, штат Виктория. Сын известного австралийского ходока Тима Эриксона, бронзового призёра Игр Содружества в Эдмонтоне на дистанции 30 км. Занимался лёгкой атлетикой в местном клубе Athletics Essendon.
Выступал на крупных соревнованиях национального уровня с 2003 года, в частности в этом сезоне в дисциплине 20 км был шестым на чемпионате Австралии в Брисбене.
В 2004 году стал чемпионом Австралии в ходьбе на 50 км, в составе австралийской сборной выступил на Кубке мира в Наумбурге, где занял 31-е место.
В 2006 году в 50-километровой ходьбе завоевал бронзовую награду на домашних Играх Содружества в Мельбурне, показал 26-й результат на Кубке мира в Ла-Корунье.
В 2007 году в той же дисциплине занял 24-е место на чемпионате мира в Осаке.
На Кубке мира 2008 года в Чебоксарах закрыл тридцатку сильнейших в личном зачёте 20 км и вместе с соотечественниками стал бронзовым призёром командного зачёта. Благодаря череде успешных выступлений удостоился права защищать честь страны на летних Олимпийских играх в Пекине — здесь в программе 20 км был дисквалифицирован за нарушение техники ходьбы.
В 2010 году в ходьбе на 50 км занял 15-е место на Кубке мира в Чиуауа, в ходьбе на 20 км финишировал восьмым на Играх Содружества в Дели.
На Кубке мира 2012 года в Саранске показал 15-й результат в личном зачёте 20 км и тем самым помог соотечественникам стать бронзовыми призёрами командного зачёта. Принимал участие в Олимпийских играх в Лондоне — в ходьбе на 20 км показал время 1:24:19, расположившись в итоговом протоколе соревнований на 36-й строке.
В 2013 году стал четвёртым на чемпионате Океании в Хобарте, 15-м на чемпионате мира в Москве.
В 2014 году получил серебро на чемпионате Океании в Хобарте и на чемпионате Австралии в Мельбурне, пришёл к финишу восьмым на Кубке мира в Тайцане.
В 2015 году на чемпионате Азии по спортивной ходьбе в Номи закрыл десятку сильнейших, установив при этом свой личный рекорд на дистанции 20 км. Помимо этого, взял бронзу на чемпионате Океании в Аделаиде, занял 32-е и 13-е места на чемпионате мира в Пекине — в дисциплинах 20 и 50 км соответственно.
На Олимпийских играх 2016 года в Рио-де-Жанейро в ходьбе на 50 км с личным рекордом 3:48:40 стал десятым.
Завершил спортивную карьеру по окончании сезона 2019 года.